# Xã Jackson, Quận Montgomery, Ohio
Xã Jackson (tiếng Anh: Jackson Township) là một xã thuộc quận Montgomery, tiểu bang Ohio, Hoa Kỳ. Năm 2010, dân số của xã này là 6.335 người.